# خطة الخلد
خطة الخُلْد (بالعبرية: תוכנית חפרפרת)، االمعروفة أيضا بـ "خطة س-59"، خطة عسكرية إسرائيلية من عام 1956 لتهجير سكان البلدات الفلسطينية التي بقيت تحت سيطرة إسرائيل والواقعة في المناطق المحاذية للحدود الشرقية للدولة (الخط الأخضر) في حال نشوب حرب. أعدّ الخطة عناصر من القيادة الوسطى للجيش الإسرائيلي، برئاسة ضابط من قسم إدارة العمليات يدعى أفراهام تمير وبتوجيه من رئيس الأركان موشيه ديان. شكّلت الخطة المُعدّة بشكل احترازي إطارًا عامًّا في حال اندلاع حرب مع الأردن، في ظل مخاوف الإسرائيليين وشكوكهم بعشرات الآلاف من المواطنين العرب الذين عاشوا في منطقة المثلث، في بلدات قريبة جدًا من الحدود، إذ ساد اعتقاد بأن سكان المثلث في حالة حرب سيشكلون طابورًا خامسًا وسيساندون قوات العدو، لذلك كان لا بد من إبعادهم عن المناطق الحدودية. وقد أُميط النقاب عن غاية الخطة في أعقاب إدلاء تسفي تسور – قائد القيادة الوسطى للجيش الإسرائيلي في تلك الفترة – بشهادته، قائلًا إنه "في حال نشوب حرب مع الأردن ستنظر إسرائيل بعين الرضا إلى المواطنين العرب وهم يتخطون الحدود".
لسنوات عديدة، كانت خطة الخلد وتفاصيلها خاضعة لحظر النشر من قبل الجيش. في تموز 2022، سُمح بدراسة البروتوكولات الجديدة من محاكمة مذبحة كفر قاسم، والتي لم تكن بالإمكان مراجعتها حتى ذلك الحين، حيث كُشف عن المركبات الرئيسية للخطة وفق الشهادات التي أُدلي بها إبان المحاكمة خلف أبواب مغلقة، بيد أن الخطة نفسها لا تزال سرية ومحفوظة في أرشيفات الجيش الإسرائيلي.

## خلفية الخطة ومذبحة كفر قاسم
تشير الشهادات التي أدلى بها شهود عدة أمام المحكمة العسكرية خلف أبواب مغلقة إلى المركبات الأربعة الرئيسية للخطة: فرض حظر التجول، اعتقالات فردية لأشخاص مشتبه بهم مسبقًا، اعتقالات جماعية لفئات عمرية كاملة، مصادرة الموارد الاقتصادية للقرى العربية في منطقة الحدود ونقل جميع سكان هذه القرى إلى مناطق سكنية أخرى داخل البلاد. في النسخة المكتوبة للخطة لم تُذكر تعليمات بخصوص ترحيل السكان إلى الأردن، إلا أن الشهادات التي أُدلي بها خلال محاكمة مذبحة كفر قاسم (وكذلك الشهادة اللاحقة لأفراهام تمير) تشير إلى أن مخططي الخطة وضباط الشرطة في الميدان قد أدركوا أن الغاية من الإجراءات الصارمة المُدرجة في خطة الخلد هي دفع سكان المثلث إلى الفرار عبر الحدود إلى الأردن، ولم تتضمن الخطة تعليمات متعلقة بسياسة إطلاق النار.
عُرّفت خطة الخلد بأنها سرية وأُرسلت لقائد الكتيبة الثانية لحرس الحدود شموئيل مالينكي في اجتماع مع قائد القيادة الوسطى تسفي تسور في الرابع والعشرين من تشرين الأول عام 1956، خمسة أيام قبل المذبحة. كُلّف مالينكي بتحويلها إلى خطة عمل، ولأجل ذلك التقى بالحاكم العسكري لمنطقة المثلث، مارت زلمان، ثم استدعى الضباط تحت قيادته، وروى لهم الخطة العامة ومركباتها المختلفة. أما بالنسبة لضباط الرتب الدنيا، قادة الفصائل وضباط الشرطة المتمركزين في الميدان، فرغم أنهم لم يروا الخطة المكتوبة، تظهر شهاداتهم أنهم اطّلعوا عليها وعلموا بوجودها.
في الليلة الثامنة والعشرين من ذات الشهر، قبل المذبحة بساعات، بُلّغ قائد الكتيبة مالينكي بقرار رفض الخطة الكاملة. مع ذلك، تنفيذ جزء من الخطة، الذي شمل فرض حظر تجول على القرى الجنوبية في المثلث وتقسيمها إلى قطاعات على النحو الذي حددته التعليمات السابقة لتنفيذ خطة الخلد، فُرض على كتيبة حرس الحدود التابعة لمالينكي ظهر التاسع والعشرين من تشرين الأول. بناءً على ذلك، أومأ مالينكي للضباط تحت قيادته بالذهاب إلى القرى لتنفيذ المهام. في المقابل، نُفّذ مركب آخر من مركبات الخطة، وهو اعتقال شرطة إسرائيل لأفراد حُدّدوا سلفًا في وثيقة سُمّيت "القائمة أ"، وهي نتاج استخبارات الشاباك الإسرائيلي.

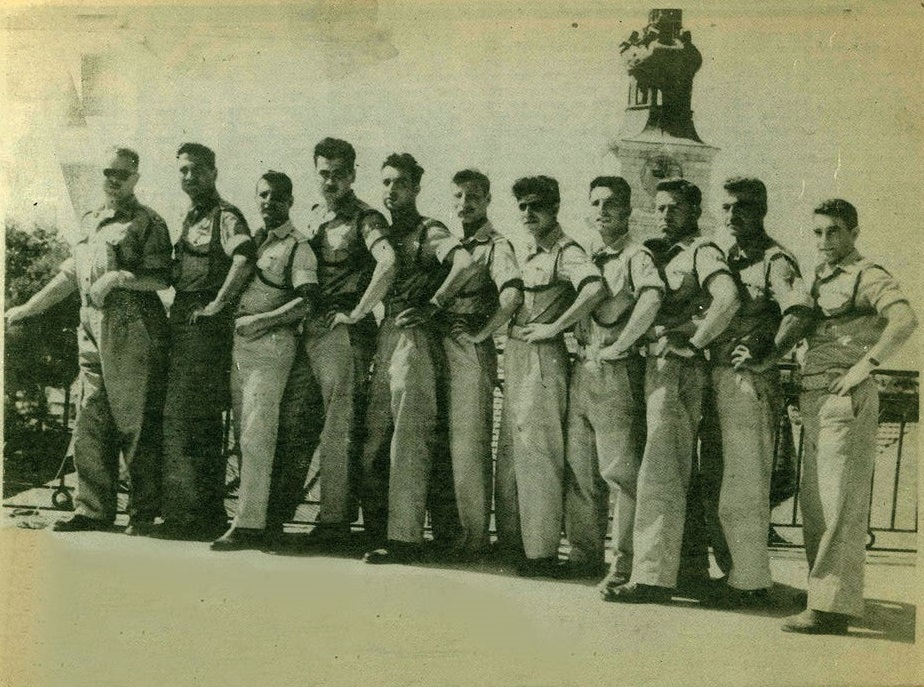
المتهمون بمذبحة كفر قاسم. آخر اليسار: شموئيل مالينكي

في أعقاب مذبحة كفر قاسم، حوكم أحد عشر ضابطًا من حرس الحدود، وكانت المحاكمة بغالبها علنية وموثّقة على نطاق واسع في الصحافة والأدب في تلك الفترة. بعد المحاكمة، نُشرت بروتوكولات جلساتها العلنية، والتي تضمنت نحو 8000 صفحة وشملت خطة الخلد التي نوقشت بإسهاب خلال المحاكمة، وذلك لصلتها بالمذبحة التي حدثت عقب انتهاك حظر التجول المفروض في إطار الخطة. خلال المحاكمة، في كل مرة حاول محامو الدفاع عن المتهمين فيها ذكر الخطة بهدف التخفيف من ذنب القاتلين ولعرض الأوامر التي تصرفوا بموجبها كمسوّغ لإطلاق النار، كانوا يتعرضون للمقاطعة، حتى لا تُكشف تفاصيل الخطة للناس.

## مضمون الخطة
أُعدّت خطة الخلد بتوجيه من رئيس الأركان موشيه ديان، الذي أيضًا حدد اسم الخطة، أما تخطيطها المفصّل فقد أشرف عليه أفراهام تمير. لقد شملت الخطة المركبات التالية:
- فرض حظر تجول على القرى العربية في منطقة المثلث.
- اعتقالات فردية وفق قائمة مُعدّة مسبقًا.
- اعتقالات جماعية لفئات عمرية كاملة.
- مصادرة سيارات سكان القرى.
- مصادرة الموارد الاقتصادية للقرى.
- نقل سكان القرى إلى مناطق سكنية أخرى بعيدة عن خط الحدود داخل الدولة.
رغم أن خطة الخلد المكتوبة لم تتضمن بندًا يأمر بترحيل المواطنين العرب من البلاد إلى الأردن، أدرك ضباط حرس الحدود الذين كانوا يعملون في الميدان وفق الاستعدادات فيه والتعليمات المقدمة شفهيًا لهم الغاية غير المكتوبة بالخطة. على سبيل المثال، قال جفريئيل دهان، قائد القسم المسؤول عن كفر قاسم، إن "الأمر بالعملية هذه (الخلد) كان موجهًا ضد سكان القرى العربية الذين ذُكروا فيها على أنهم أعداء. كان الغرض من الأمر حصر السكان ومنعهم من التمرد على إسرائيل في زمن الحرب ومساعدة العدو، سواء عن طريق التجسس أو أفعال أخرى. كانت الخطة في الواقع ترك الجانب الشرقي مفتوحًا حتى يتمكنوا من الهروب إلى الأردن إذا أرادوا وبأي أعداد يريدون. في جولة مع القائد فيما يتعلق بالتخطيط للأمر في 27 أكتوبر 1956 (قبل المذبحة بيومين)، أخبرني القائد بوضوح أن القصد هو التخلص من الأقليات، لذلك نترك الجانب الشرقي مفتوحًا أمامهم".

## كشف المواد القانونية الخاصة بالخطة
عام 2017، قدم المؤرخ آدم راز التماسًا إلى محكمة الاستئناف العسكرية، يطالب فيه بمراجعة جميع مواد المحاكمة في مذبحة كفر قاسم التي لا تزال محظورة. في مارس 2022، حكمت محكمة الاستئناف العسكرية في طلب راز، وأتاحت نشر مواد جديدة من المحاكمة. صرّح رئيس محكمة الاستئناف في قراره أن بعض المواد ستُمرر إلى راز، بينما ستبقى بعض المواد سرية، بما في ذلك الخطة نفسها التي قُدّمت كدليل في المحاكمة وكذلك الصور التي اُلتقطت في موقع المذبحة بعد حدوثها.
نُشرت البروتوكولات نهايةً في أغسطس 2022، وتضمنت الإفادات التي قُدّمت خلف أبواب مغلقة أفرادًا عديدين متورطين في القضية، بما في ذلك قائد القيادة المركزية تسفي تسور، قائد الفريق 17 إسحاق شدمي، الحاكم العسكري لمنطقة المثلث مارت زلمان، بالإضافة إلى الضباط والجنود الذين تورطوا بشكل مباشر في المذبحة، وتشير البيّنات إلى أن الخطة كانت معروفة من الرتب العسكرية العليا حتى الرتب الدنيا في الميدان.